# Diplurodes subtriangula
Diplurodes subtriangula är en fjärilsart som beskrevs av Louis Beethoven Prout 1932. Diplurodes subtriangula ingår i släktet Diplurodes och familjen mätare. Inga underarter finns listade i Catalogue of Life.